# 페리스테리

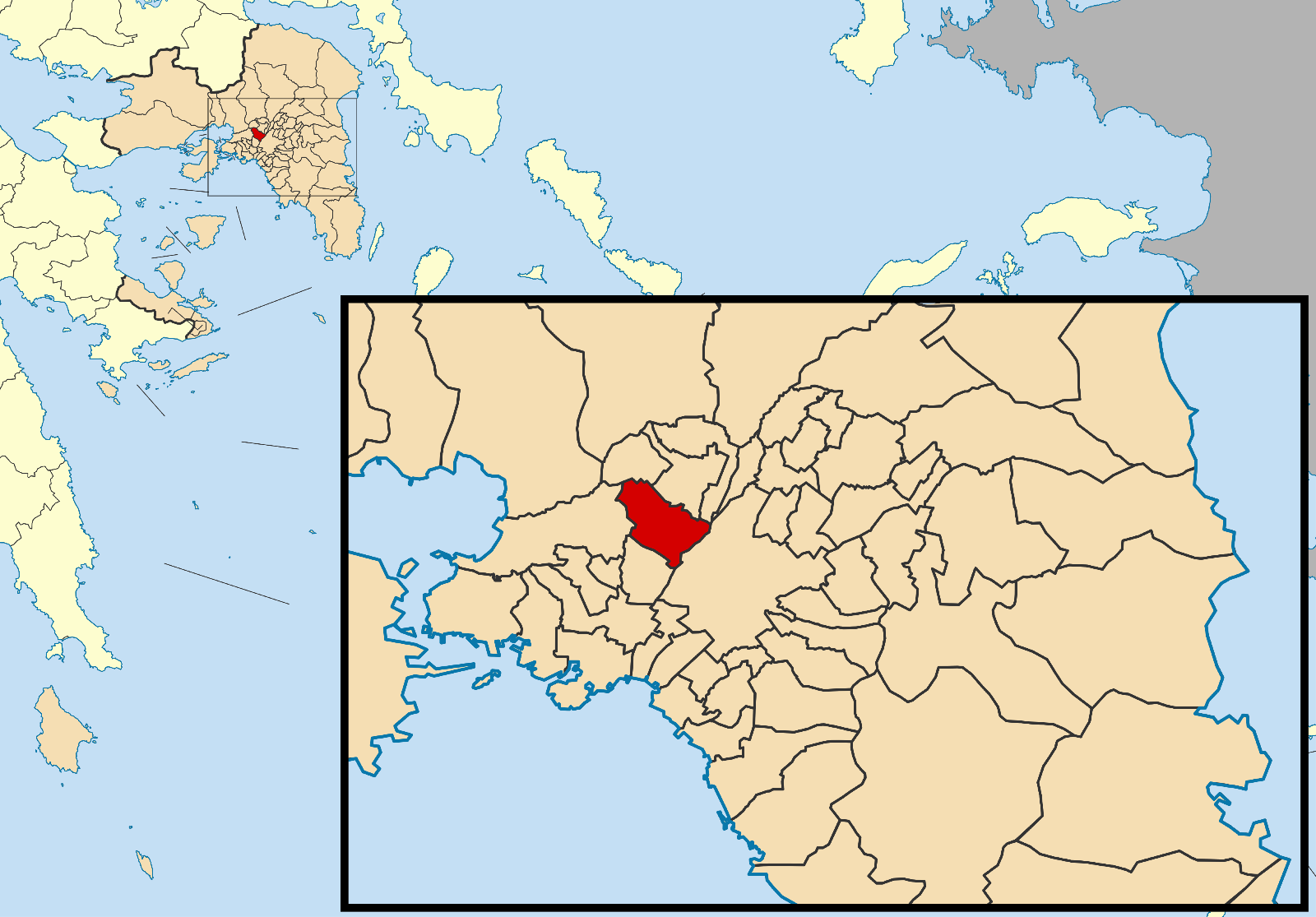
페리스테리의 위치

페리스테리(그리스어: Περιστέρι)는 그리스 아티키 주 아테네 현의 도시로 면적은 10.05km2, 높이는 50m, 인구는 139,981명(2011년 기준), 인구 밀도는 14,000명/km2이다. 도시 이름은 그리스어로 "비둘기"를 뜻한다.
그리스의 수도인 아테네 도심에서 북서쪽으로 약 4km 정도 떨어진 곳에 위치한다. 도시의 남동부에는 아테네와 테살로니키를 연결하는 고속도로 1호선이 지나가며 도시의 남서부에는 아테네-코린토스-파트라를 연결하는 그리스 국도 8호선이 지나간다.